# Singer Izrael
Singer Izrael (Paks, 1828. – Sátoraljaújhely, 1908. február 17.) rabbi, sátoraljaújhelyi hitoktató.

## Élete
Singer Ascher rabbi és Spitzer Fáni fia. A nikolsburgi jesiván tanult, majd 1851-ben Szegeden lett hitoktató. Itt tanított 1860 februárjáig, később Sátoraljaújhelyen a császári és királyi mintaiskolánál működött. Cikkeiről, munkáiról és élete körülményeiről részletesen megemlékezett az Emlék-könyv című munkájában. Tisztelői és tanítványai 1903 december 30-án ünnepelték 50 éves tanítói jubileumát. Ebből az alkalomból nevére alapítványt hoztak létre azzal a céllal, hogy a sátoraljaújhelyi főgimnázium szorgalmas tanulóit ösztöndíjjal segítse. Az Országos Magyar Izraelita Tanítóegyesület tiszteletbeli tagja és a sátoraljaújhelyi izraelita népiskola tiszteletbeli igazgatója volt.

## Családja
Felesége Fränkel Katalin (1842–1915) volt, akit 1860. október 16-án Sátoraljaújhelyen vett nőül.
Gyermekei
- Singer Ábrahám (1863–1863)
- Székely Albert (1864–?) Zemplén megyei főügyész. Felesége Decsényi (Deutsch) Fáni.[5]
- Székely Lajos (1866–1941) acélgyári tisztviselő. Felesége Zwicker Ilona.
- Székely Jakab (1867–?)
- Singer Bernát (1868–1916) szabadkai főrabbi
- Székely Ármin (1874–?)
- Székely Róza (1878–1962). Férje Kovács Dezső Dávid.
- Székely Piroska (1881–?) tanítónő. Férje Révész Emil tanár (elváltak).
- Székely Imre (1886–?) orvos. Második felesége Pauly Sarolta Anna.

## Művei
- Lehrbuch der isr. Religion... (Sátoraljaújhely, 1870)
- Vorwort und Anmerkungen zu meinem Lehrbuch der isr. Religion (Sátoraljaújhely, 1870)
- Vallástan az izraelita ifjúság számára (Budapest, 1876)
- Neveléstan izraelita szülök részére. Erziehungslehre für Israeliten. (Sátoraljaújhely, 1882)
- Rend- és illemszabályok (Sátoraljaújhely, 1886; németül is megjelent)
- Pflichten isr. Schulmanner... (Sátoraljaújhely, 1889)
- Az igazság és béke (Sátoraljaújhely, 1902)
- Emlék-könyv 50 éves néptanítói és hittanári működésemről (Sátoraljaújhely, 1904)